# Stylia
Stylia initialement Odyssée est une chaîne de télévision thématique française consacrée à l'art de vivre, au luxe et aux nouvelles tendances. Le 31 décembre 2014 à 23 h 59, la chaîne cesse définitivement d’émettre.

## Histoire
Après LCI et Eurosport, Odyssée est la troisième chaîne thématique du Groupe TF1, créée le 11 janvier 1997. Elle est la chaîne documentaire du bouquet TPS dont TF1 est actionnaire,. Elle a concurrencé Planète+, la chaîne documentaire du bouquet Canal+,.
En 2008, Odyssée change pour devenir la chaîne consacrée à l'art de vivre et à l'élégance,,.
Le 2 octobre 2010, Odyssée est devenue Stylia et est recentrée sur l'art de vivre, le luxe et les nouvelles tendances,. Le 31 décembre 2014, Stylia n'est plus diffusée par Canal+.
La chaîne s'est portée candidate sous le nom Stylia HD à l'appel lancé par le CSA pour une diffusion en HD sur la TNT dès fin 2012. La chaîne n'a cependant pas été retenue.
Le 26 septembre 2014, le Groupe TF1 annonce que la chaîne Stylia cessera d'émettre le 31 décembre 2014 pour des raisons financières.

### Identité visuelle (logo)
Le premier logo d'Odyssée représente un dauphin bleu qui rentre dans un soleil orange avec le nom de la chaîne écrit en lettres émeraude. Le second logo est mise à l'antenne lors des cinq ans de la chaîne,.

Logo d'Odyssée du 11 janvier 1997 au 11 janvier 2002
Logo d'Odyssée du 11 janvier 2002 au 23 octobre 2008
Logo d'Odyssée du 23 octobre 2008 au 1er octobre 2010
Logo de Stylia du 2 octobre 2010 au 31 décembre 2014

## Organisation
Gérard Carreyrou : Président directeur général

## Programmes
Aux côtés de documentaires, la chaîne propose quatre magazines : « Du Beau, Du Bon, Du Bien-être », « Prêt-à-Porter Tout de Suite », « L'Instant Design » et « Ils ».
- Du Beau, Du Bon, Du Bien-être : magazine hebdomadaire de 26 minutes présenté par Sandrine Quétier.
- À la vie, à la mode : magazine hebdomadaire de 26 minutes présenté par Élisabeth Bost.
- Beauty : magazine mensuel de 26 minutes. Diffusé un samedi par mois à 20 h 10. Chaque mois, une star féminine française se retrouve dans la peau d'une rédactrice en chef « beauté ».
- Ils : magazine mensuel de 26 minutes présenté par Emmanuel Rubin. Diffusé un samedi par mois à 20 h 10.
- Avis de tendances: magazine hebdomadaire de 26 minutes présenté par Sandrine Quétier. Chaque semaine, elle recevra des artistes pour partager avec eux leur art de vivre : mode, déco, tendances, gastronomie seront au programme. De 2013 a 2014, Christine Goguet, éditrice de la Parisienne, y présente ses coups de cœur et ses coups de griffe.

On peut noter que Stylia partageait son temps d'antenne avec Télétoon +. Elle émettait de 21h à 7h du matin.

## Diffusion
Stylia est distribuée en France sur le câble (Numericable), l'ADSL (Canal+, Orange, SFR, Bouygues Telecom, Free et Darty) et la 3G (Orange). Sur Free, elle a été remplacée par Ushuaïa TV.
Stylia est aussi diffusée à Monaco, en Belgique, en Suisse, au Luxembourg, en Outre-mer et en Afrique francophone.

## Annexe